# San Liborio (titolo cardinalizio)
San Liborio (in latino: Titulus Sancti Liborii) è un titolo cardinalizio istituito da papa Giovanni Paolo II il 21 febbraio 2001. Il titolo insiste sulla chiesa di San Liborio, sita nel quartiere San Basilio.
Dal 21 ottobre 2003 il titolare è il cardinale Peter Turkson, cancelliere della Pontificia accademia delle scienze e della Pontificia accademia delle scienze sociali.

## Titolari
- Johannes Joachim Degenhardt (21 febbraio 2001 - 25 luglio 2002 deceduto)
- Peter Kodwo Appiah Turkson, dal 21 ottobre 2003